# Gran Premi d'Espanya de Motocròs 250cc 1969
L'edició de 1969 del Gran Premi d'Espanya de Motocròs 250cc fou la 8a d'aquesta prova. Organitzat per la Penya Motorista 10 x Hora, el Gran Premi era la primera prova del Campionat del Món d'aquell any i tingué lloc el cap de setmana del 12 i 13 d'abril al Circuit del Vallès, en terrenys de l'antiga Mancomunitat Sabadell-Terrassa (actualment dins el terme municipal de Terrassa). Hi participaren 39 pilots de 15 països diferents (quatre dels quals catalans) i hi assistiren 40.000 espectadors.
El Gran Premi es veié afectat per la gran abundància de fang, degut a les fortes pluges caigudes feia poc, amb nombroses parts del circuit convertides en fangars gairebé impracticables. Tot això va fer que la classificació final fos molt discutida i es trigués molt a atorgar-la, ja que la identificació dels pilots resultava quasi impossible en acabar tots coberts de fang.

## Curses
Font:

### Primera mànega
| Posició | Pilot              | Motocicleta |
| ------- | ------------------ | ----------- |
| 1       | Joël Robert        | ČZ          |
| 2       | Zdenek Strnad      | CZ          |
| 3       | Arthur Browning    | Greeves     |
| 4       | Torsten Hallman    | Husqvarna   |
| 5       | Andy Roberton      | AJS         |
| 6       | Marcel Wiertz      | Bultaco     |
| 7       | Kalevi Vehkonen    | Husqvarna   |
| 8       | Don Rickman        | Bultaco     |
| 9       | Leonid Shinkarenko | CZ          |
| 10      | Sylvain Geboers    | CZ          |

### Segona mànega
| Posició | Pilot           | Motocicleta |
| ------- | --------------- | ----------- |
| 1       | Olle Pettersson | Suzuki      |
| 2       | Sylvain Geboers | ČZ          |
| 3       | Don Rickman     | Bultaco     |
| 4       | Joël Robert     | CZ          |
| 5       | Marcel Wiertz   | Bultaco     |
| 6       | Jiri Stodulka   | CZ          |
| 7       | Torsten Hallman | Husqvarna   |
| 8       | Andy Roberton   | AJS         |
| 9       | Karel Koneckny  | CZ          |
| 10      | Jyrki Storm     | Husqvarna   |

## Classificació final
Font:
| Posició | Pilot            | Motocicleta | Punts |
| ------- | ---------------- | ----------- | ----- |
| 1       | Joël Robert      | ČZ          | 5     |
| 2       | Marcel Wiertz    | Bultaco     | 11    |
| 3       | Don Rickman      | Bultaco     | 11    |
| 4       | Torsten Hallman  | Husqvarna   | 11    |
| 5       | Sylvain Geboers  | ČZ          | 12    |
| 6       | Andy Roberton    | AJS         | 13    |
| 7       | Jiri Stodulka    | ČZ          | 17    |
| 8       | Guennady Moiseev | ČZ          | 26    |
| 9       | Michel Combes    | Husqvarna   | 27    |
| 10      | José Sánchez     | Bultaco     | 27    |